# Nordstrandischmoor
Nordstrandischmoor (dänisch Nordstrand Mor oder Nordstrandmose, nordfriesisch Lätj Möör; innerhalb der regionalen Bevölkerung wie im Nordfriesischen umgangssprachlich als Lüttmoor bezeichnet) ist eine Hallig vor der nordfriesischen Küste.

## Geographie
Die Landfläche der Hallig liegt innerhalb des Biosphärenreservats Schleswig-Holsteinisches Wattenmeer und Halligen. Umgeben ist Nordstrandischmoor vom Nationalpark Schleswig-Holsteinisches Wattenmeer, gehört selber aber nicht dazu.
Verwaltungsmäßig gehört Nordstrandischmoor zur Gemeinde Nordstrand und bildet eine der beiden Gemarkungen dieser Gemeinde. Die Hallig hat eine Fläche von 1,9 km². Ihre größte Ausdehnung hat sie annähernd in West-Ost-Richtung. Die Küste ist durch einen flachen Steindeich befestigt. Im Dezember 2010 lebten auf Nordstrandischmoor 18 Menschen.
Auf der Hallig gibt es vier Warften, eine Grund- und Hauptschule (mit vier Schülern eine der kleinsten Schulen Deutschlands – Stand 2017) und eine Gaststätte. Die vier Warften, von Ost nach West:
|                    |                           |                                          |                                          |  |
| Warft              | Topografische Bezeichnung | Bevölkerungsfortschreibung 30. Juni 2005 | Bevölkerungsfortschreibung 30. Juni 2005 |  |
| Warft              | Topografische Bezeichnung | Bevölkerung                              | Haushalte                                |  |
| Neuwarft 1         | (Häusergruppe)            | 14                                       | 2                                        |  |
| Amalienwarft 2     | (Schule/Kirche)           | –                                        | –                                        |  |
| Halberwegwarft     | (Haus)                    | 1                                        | 1                                        |  |
| Norderwarft        | (Haus)                    | 7                                        | 1                                        |  |
| Nordstrandischmoor | Hallig                    | 22                                       | 4                                        |  |

Im amtlichen Wohnplatzverzeichnis ist die gesamte Hallig Nordstrandischmoor als Wohnplatz 38 innerhalb der Gemeinde Nordstrand geführt. Anders als im Fall der Halligen Langeneß, Hooge und Gröde, die ebenfalls jeweils mehr als eine bewohnte bzw. bebaute Warft aufweisen, gelten hier die einzelnen Warften nicht als separate Wohnplätze.

## Geschichte

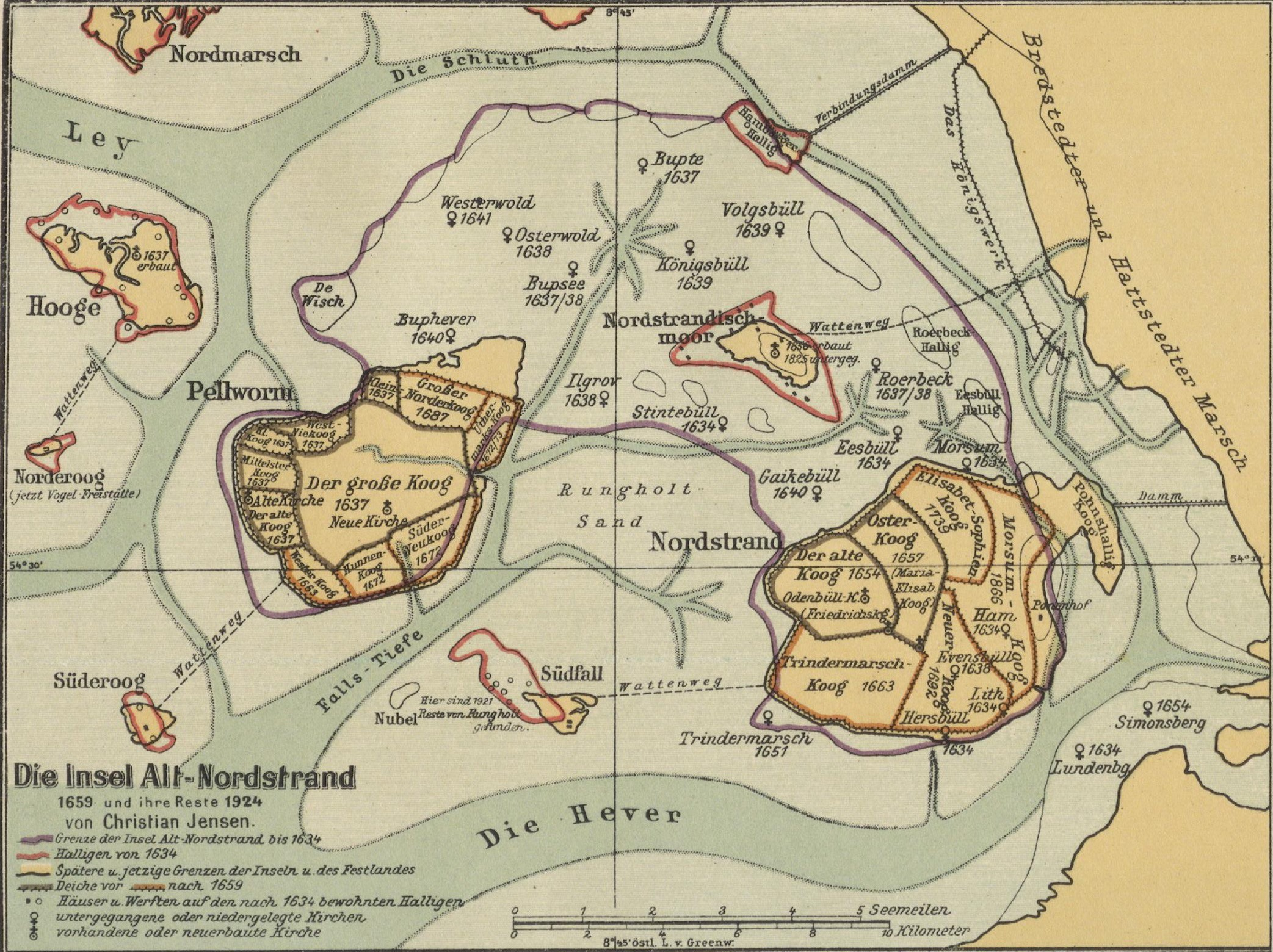
Karte von Christian Jensen zur Situation vor der Burchardiflut 1634 und 1924

Nordstrandischmoor ist die jüngste Hallig. Sie ist, neben den Inseln Pellworm und Nordstrand, eines der Bruchstücke der in der Burchardiflut von 1634 untergegangenen Insel Strand. Vor dieser Sturmflut war Nordstrandischmoor ein unbewohntes Hochmoor, das zum Torfstechen genutzt wurde. Während der Flut wurde das hochgelegene Land zum Zufluchtsort, wo sich nach der Flut einige Familien ansiedelten, die sich teils von dem Ertrag des Moores, teils durch Fischerei und Schafzucht ernährten. Sie hielten sich anfangs zur letzten verbliebenen Kirche auf Nordstrand in Odenbüll, ehe 1642 Nordstrandischmoor ein eigenes Kirchspiel wurde und Sebastian Heimreich hier Pastor wurde. Sein Nachfolger war ab 1652 sein Bruder, der Chronist Anton Heimreich, während dessen Amtszeit 1656 die erste Kirche errichtet wurde.
Allmählich wurden die Ländereien durch Auftragen von Marscherde, welche die Insel umgab, ausgebessert. 1717 gab es schon 20 Wohnungen, wovon am 24. Dezember 1717 und dem darauf folgenden Tag durch die Überschwemmungen der Weihnachtsflut 18 samt der Kirche weggespült wurden, wobei 15 Personen starben. Schon im folgenden Jahr wurden abermals einige Häuser erbaut, die indes 1720 zum Teil wieder zerstört wurden. Nach der Sturmflut vom 3. und 4. Februar 1825 waren von sieben Häusern drei übriggeblieben. Die Kirche – die vierte seit 1656 – und das Pastorat, das auch dem Küster Unterkunft gewährte, hatten so sehr gelitten, dass sie abgebrochen werden mussten. Der letzte Geistliche war Johann Christoph Biernatzki, dessen Schilderungen aus dem Leben der Halligbewohner seinerzeit in weiten Kreisen bekannt wurden. Seitdem hat Nordstrandischmoor keine eigene Kirche mehr. Beerdigungen auf dem noch erhaltenen Friedhof fanden noch bis Anfang des 20. Jahrhunderts statt.
Die Fläche der Hallig ist seit 1634 auf etwa ein Drittel zurückgegangen. Diese Schrumpfung wurde erst durch die Steinbefestigung 1926 aufgehalten. Gleichzeitig wurde die Lorenverbindung zum Festland eingerichtet.

## Verkehr
Die Verbindung zum Festland besteht in der auf einem Damm verlaufenden Halligbahn Lüttmoorsiel–Nordstrandischmoor, einer Feldbahn mit einer Spurweite von 600 mm, Richtung Osten zum Beltringharder Koog. Im Süden der Hallig befindet sich ein Schiffsanleger. Diese Bahn wurde 1925 erbaut; es handelt sich um eine Materialbahn des Landesamts für Landwirtschaft, Umwelt und ländliche Räume. Im Westen liegt ein kleiner Segelhafen. Bei Niedrigwasser ist Nordstrandischmoor vom Festland her zu Fuß durch das Watt im Rahmen einer organisierten Führung durch die Schutzstation Wattenmeer ab Lüttmoorsiel zu erreichen. 
Die Einwohner Nordstrandischmoors benutzen üblicherweise die Lorenbahn, um zum Festland zu gelangen. Übernachtungsgäste werden dort mit der Lore abgeholt. Tagestouristen werden mit Ausflugsschiffen, etwa der Adler V von Strucklahnungshörn auf Nordstrand aus, bei Hochwasser zum Anleger auf Nordstrandischmoor gebracht, und verbringen dann meist einige Stunden auf der Hallig.

## Bilder

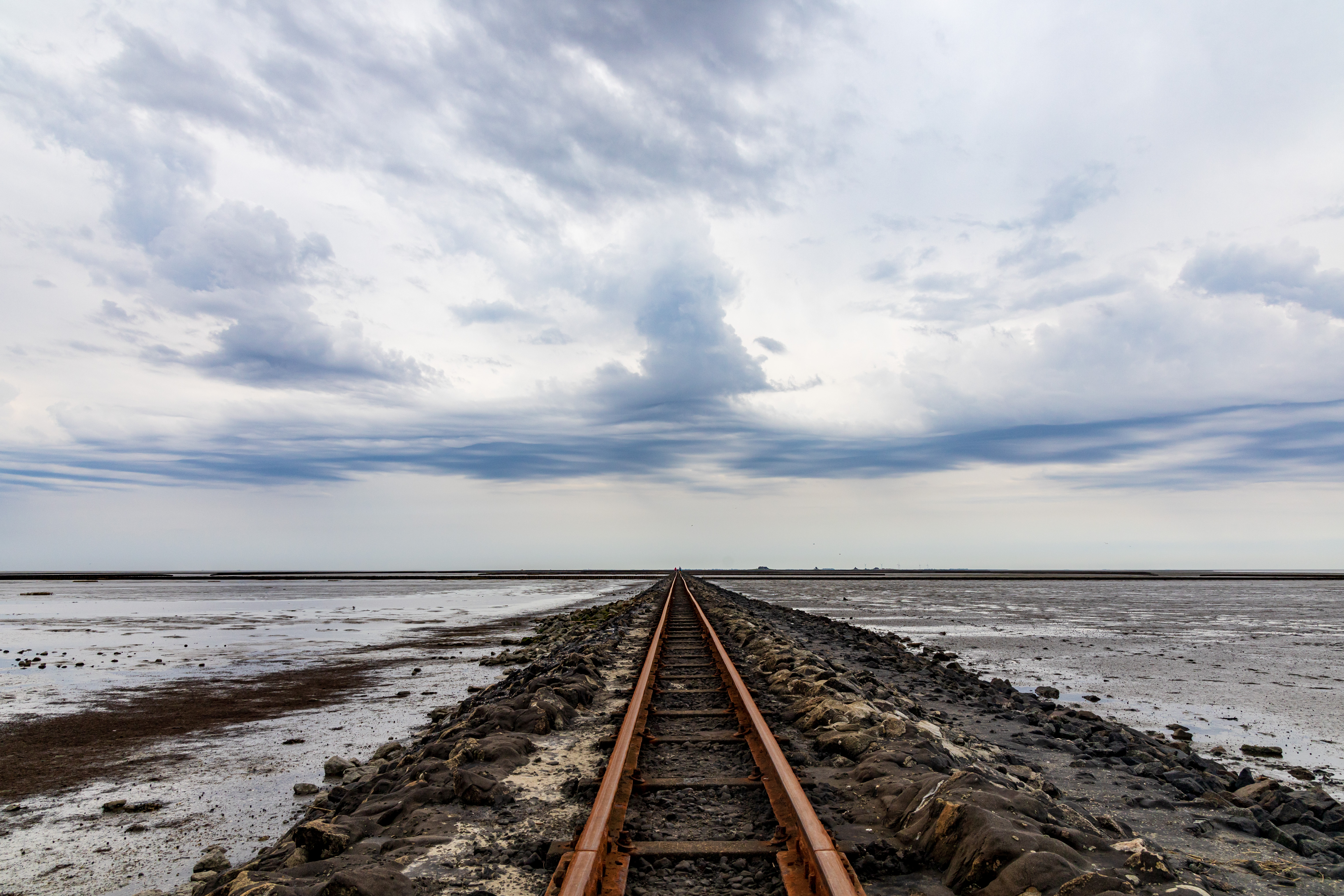
Blick vom Festland auf die Hallig mit ihren vier Warften und dem Lorendamm
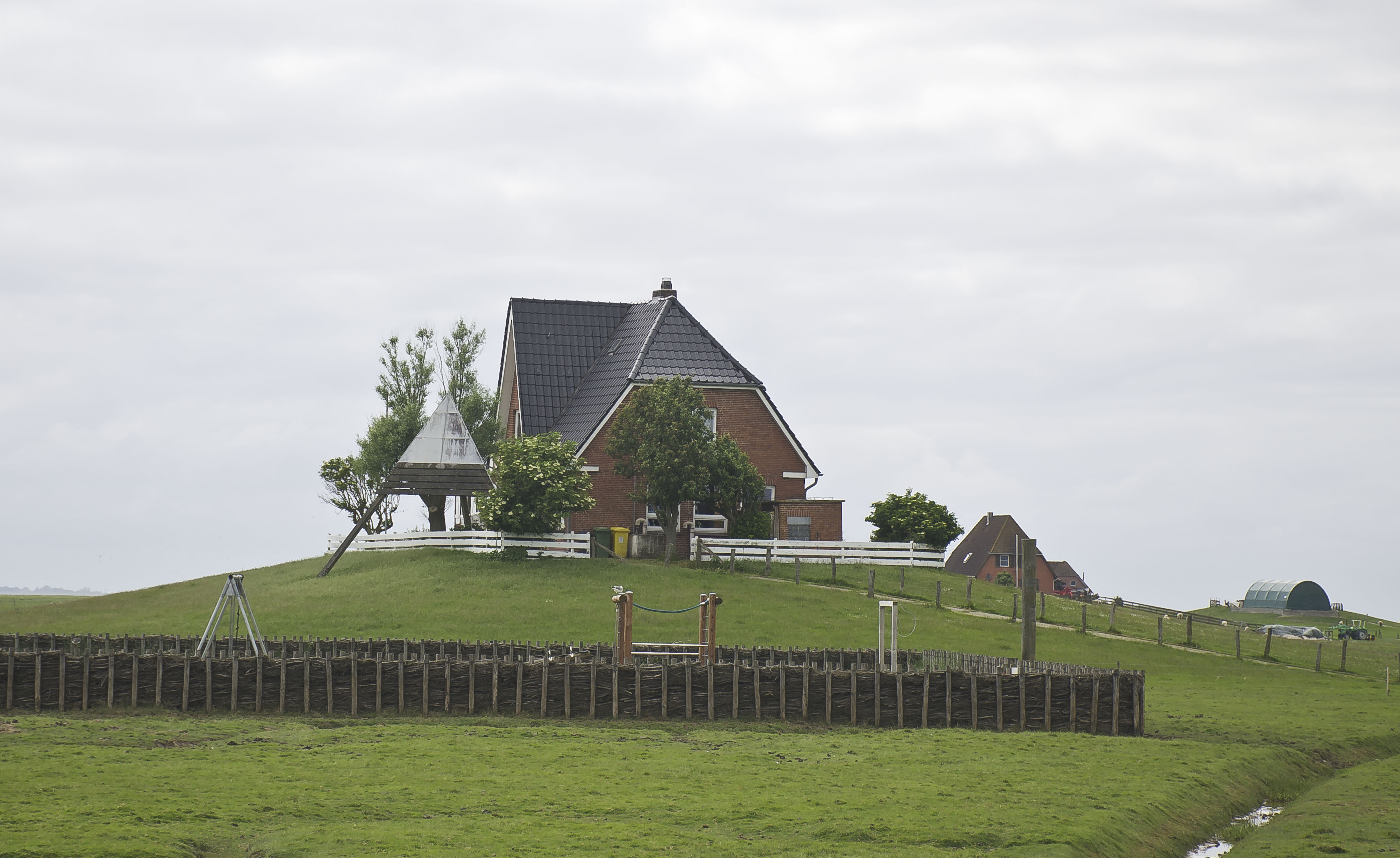
Amalienwarft mit Schulhaus
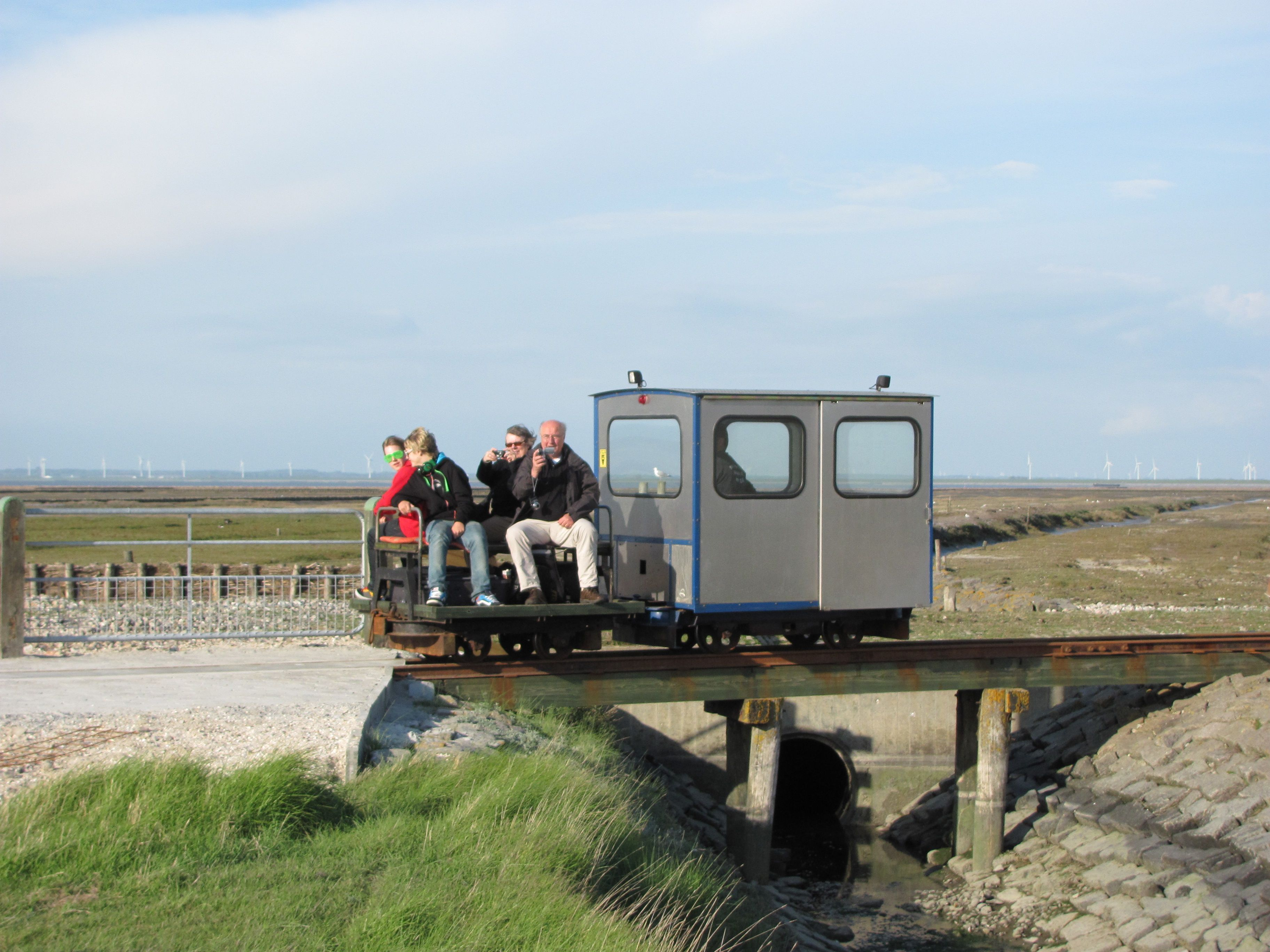
Halligbahn Lüttmoorsiel-Nordstrandischmoor
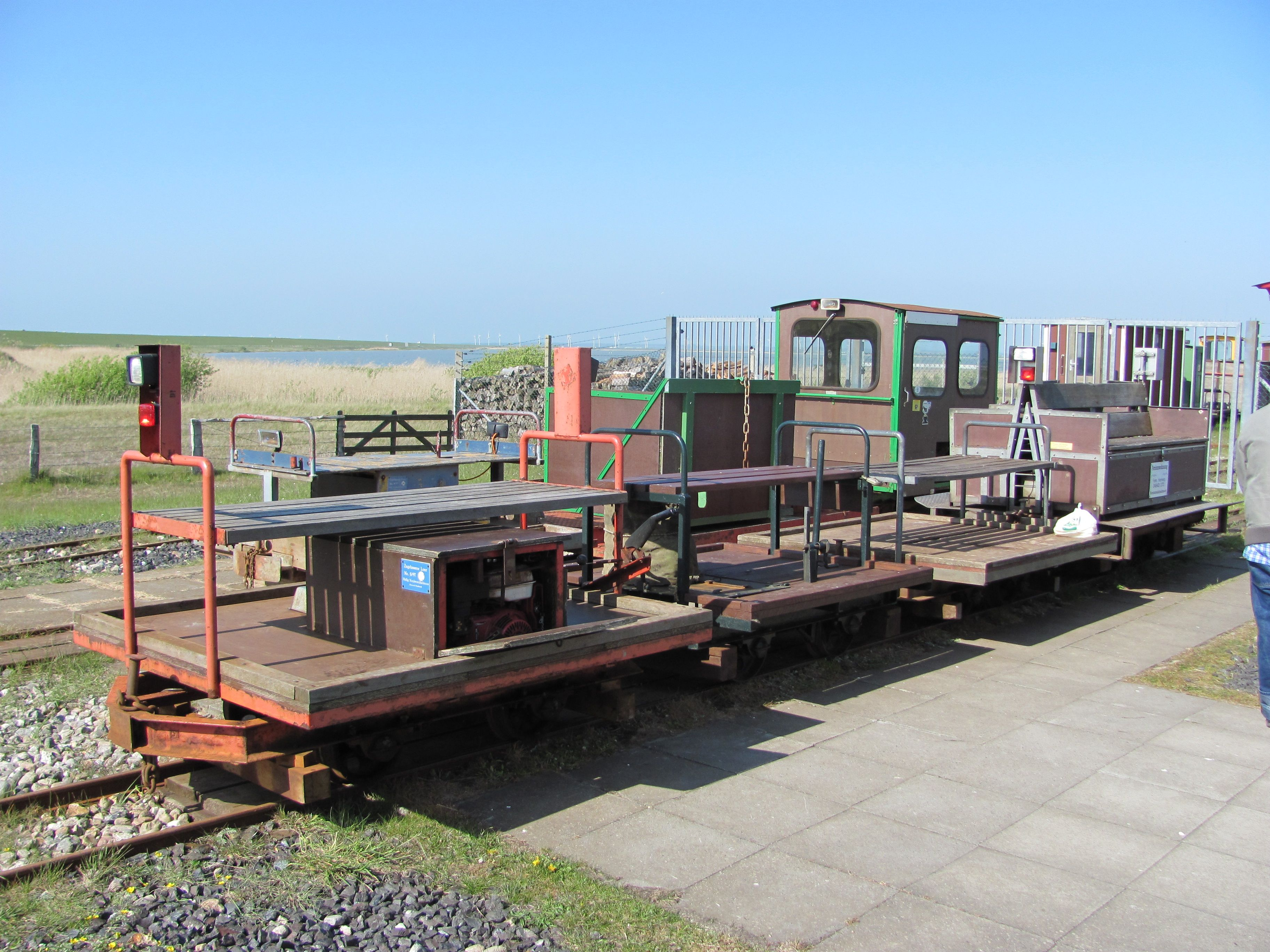
Halligbahn Lüttmoorsiel-Nordstrandischmoor
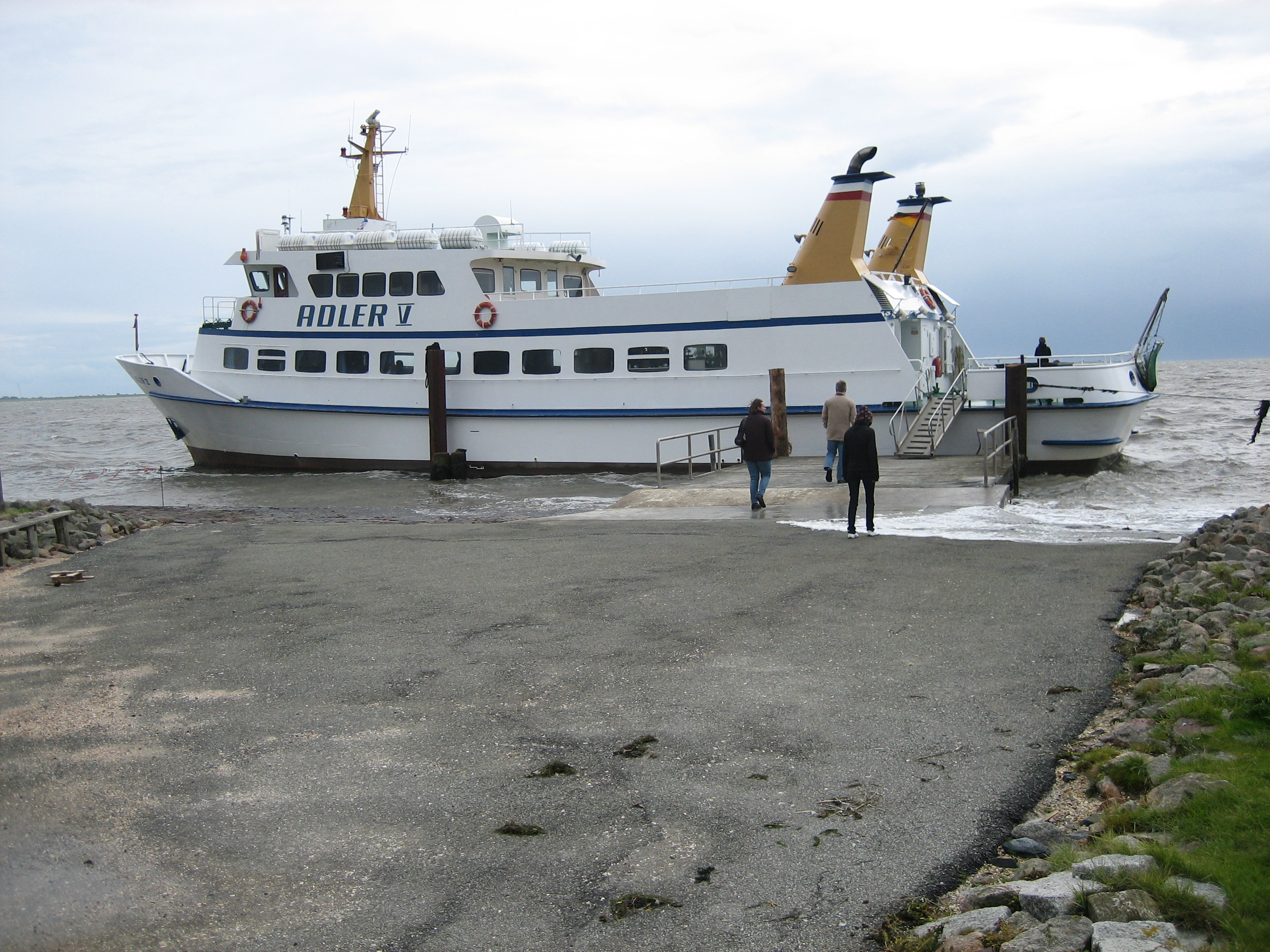
Schiffsanleger auf Nordstrandischmoor
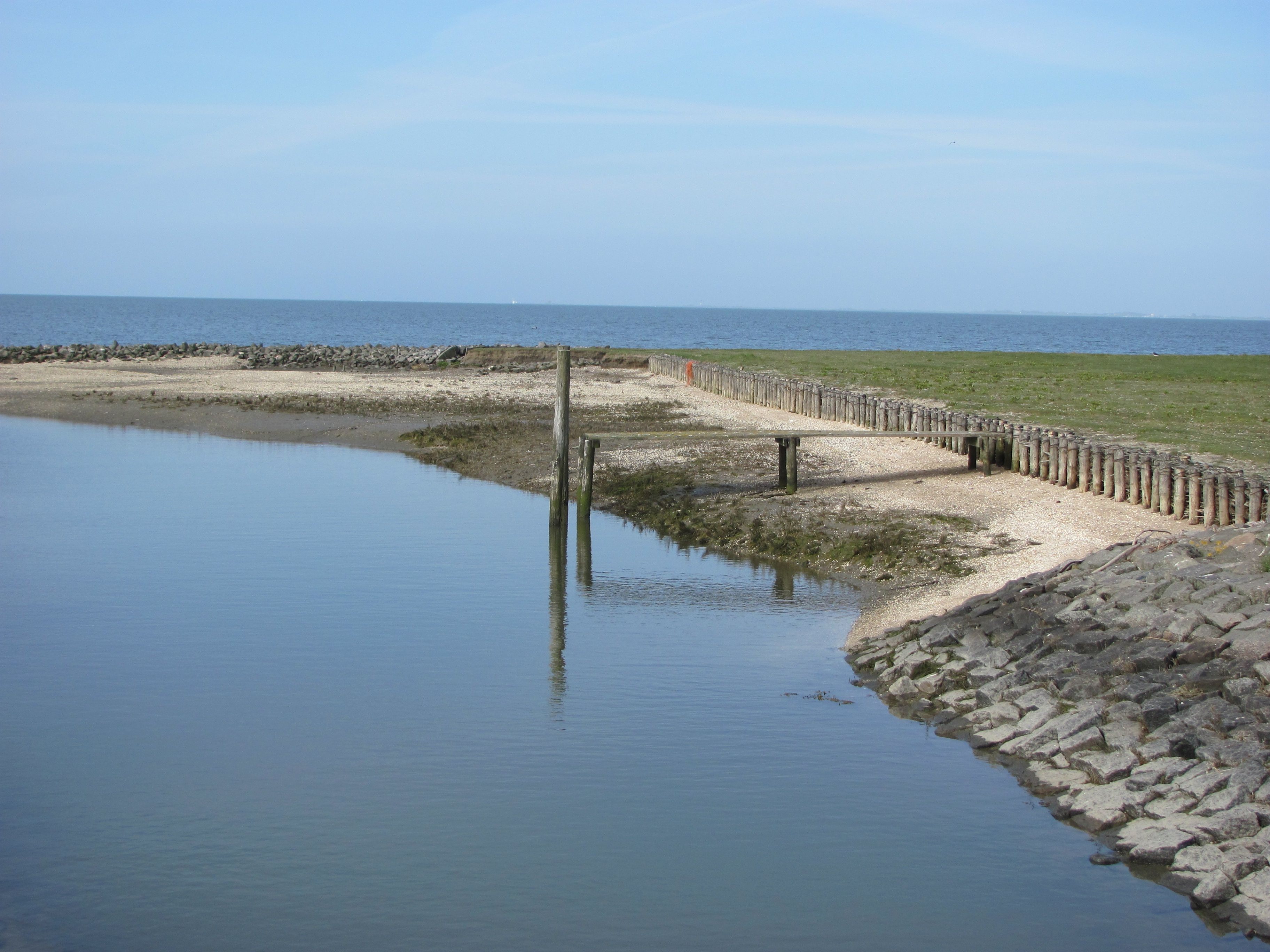
Strand
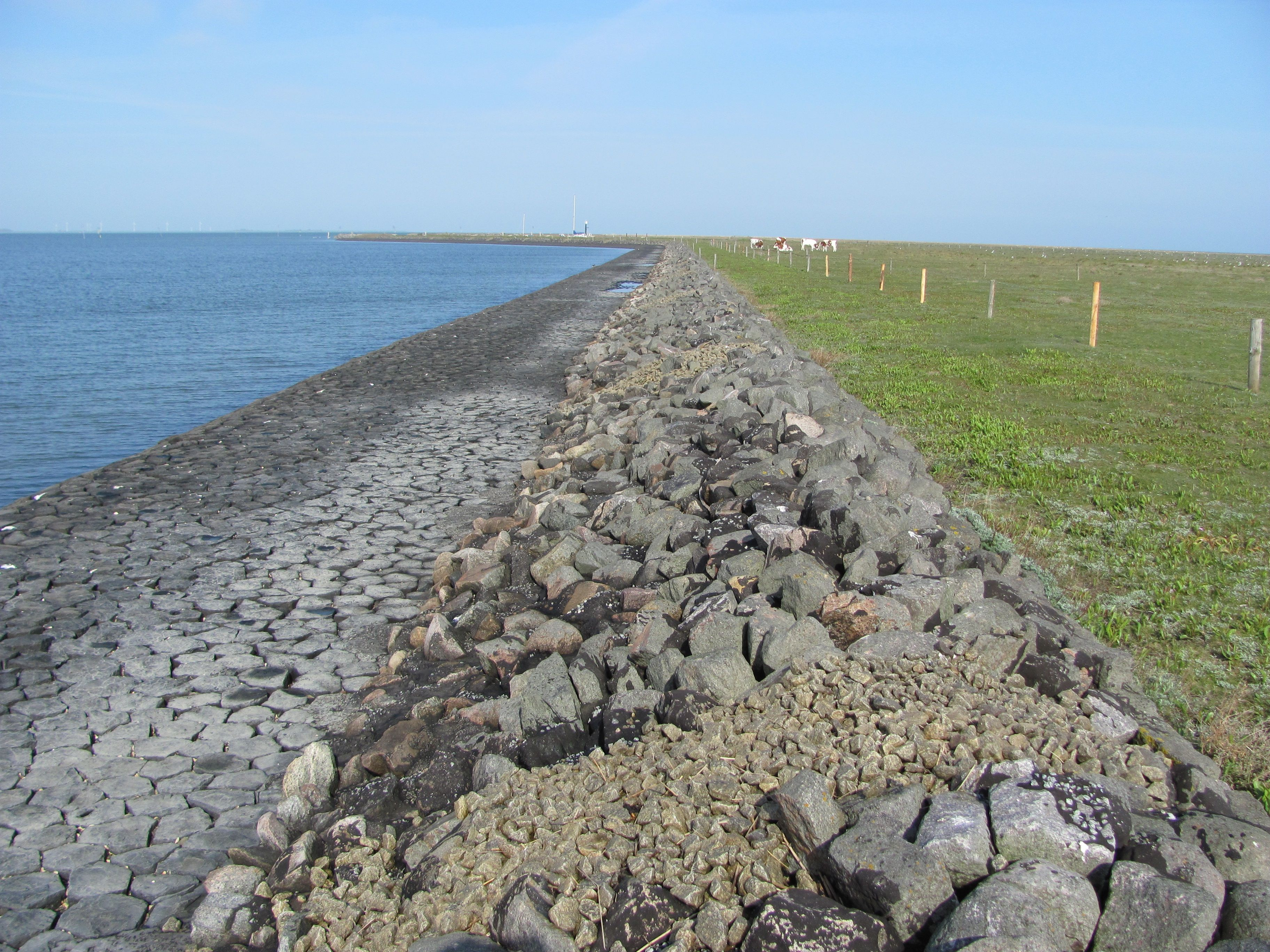
Küstenbefestigung
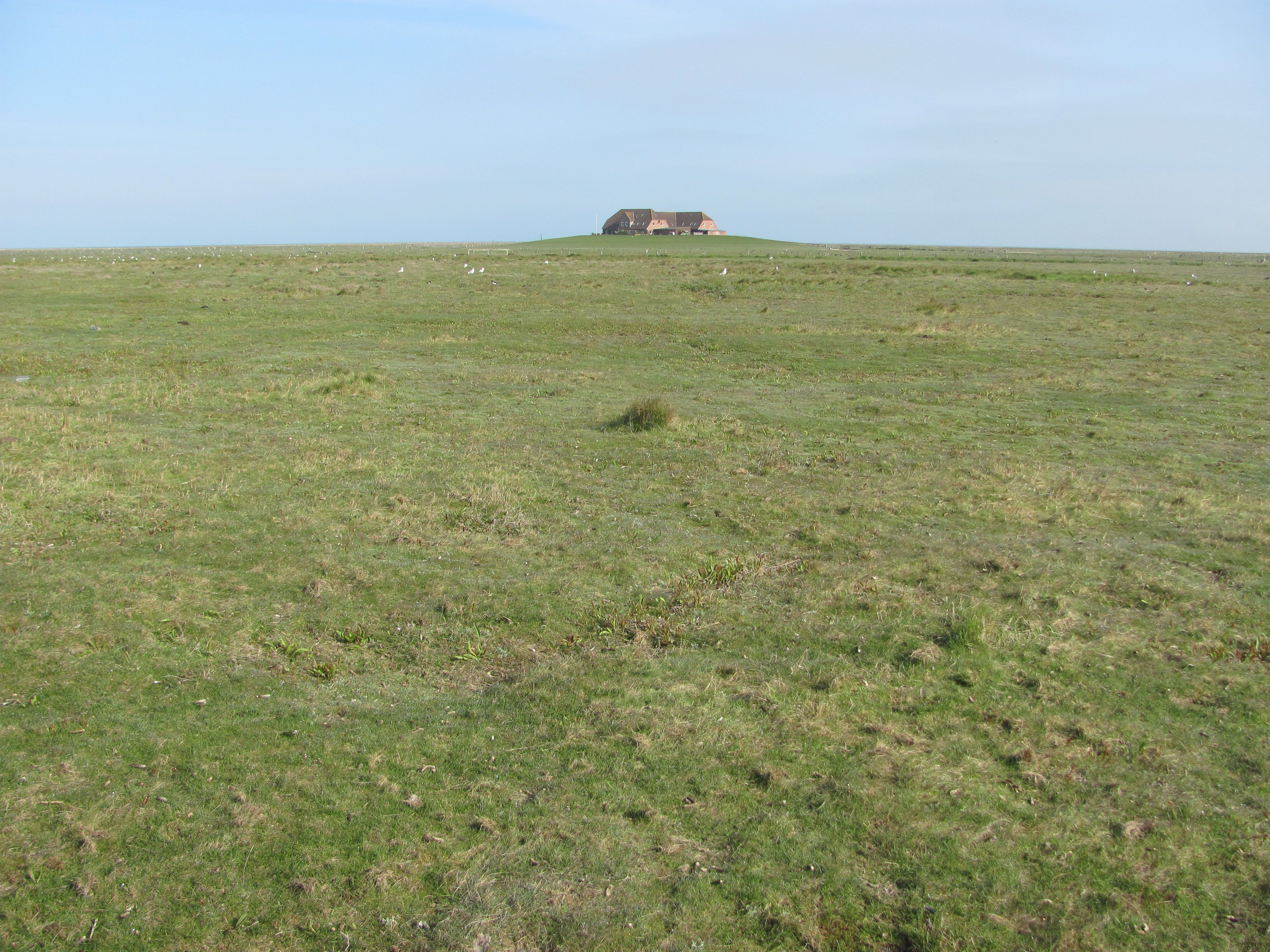
Norderwarft
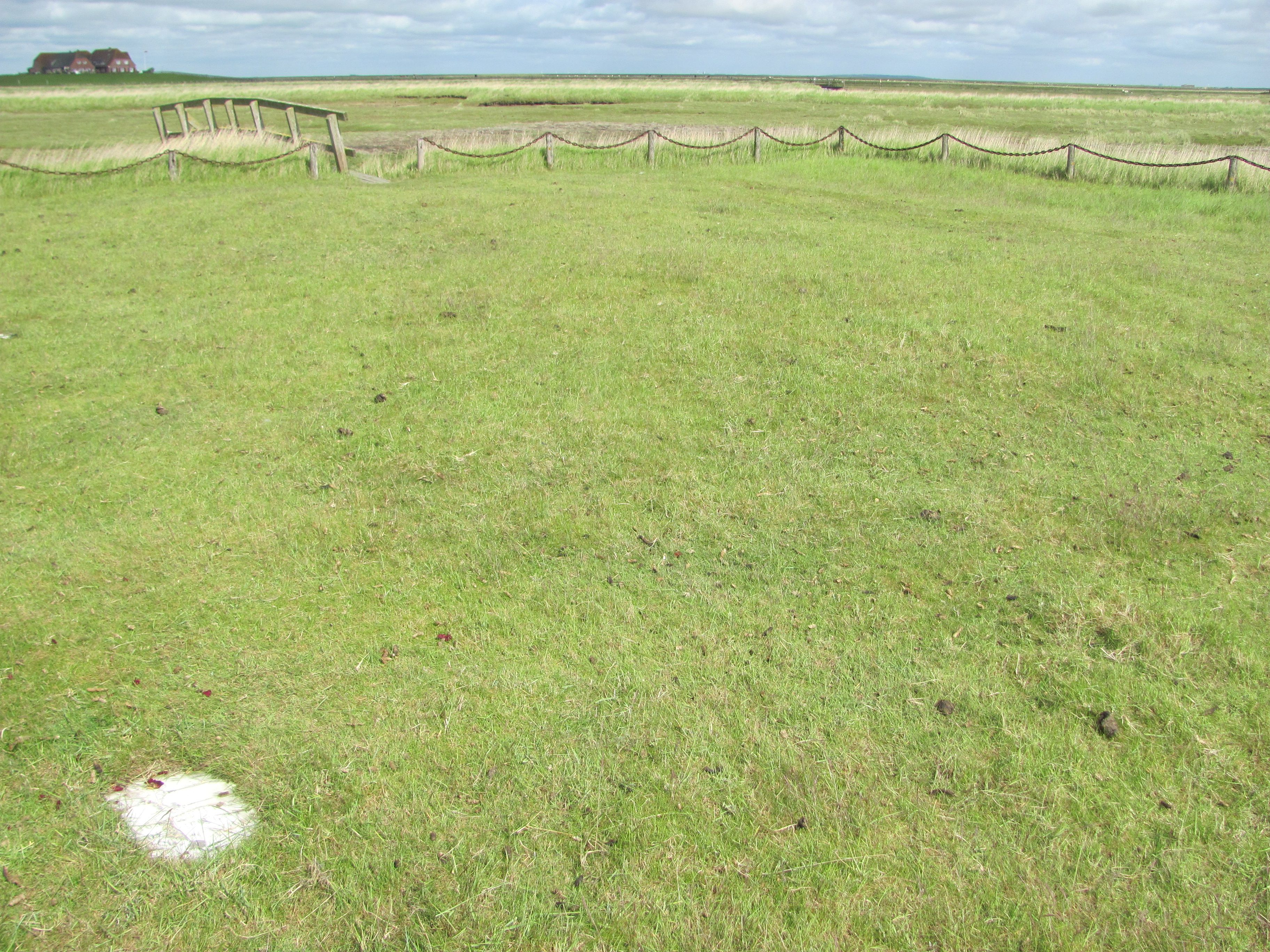
Historischer Friedhof
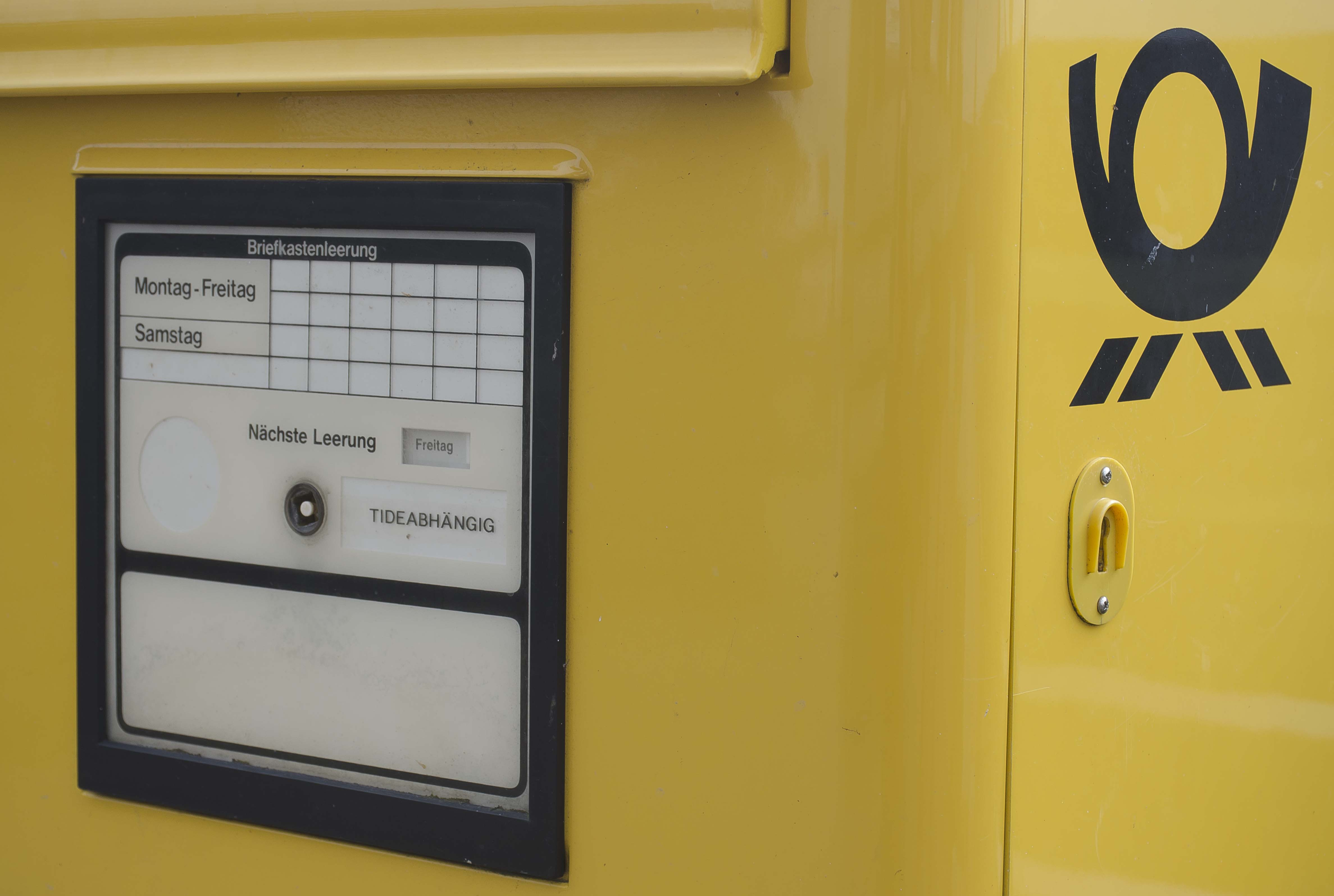
Der Briefkasten: Leerung freitags, tideabhängig
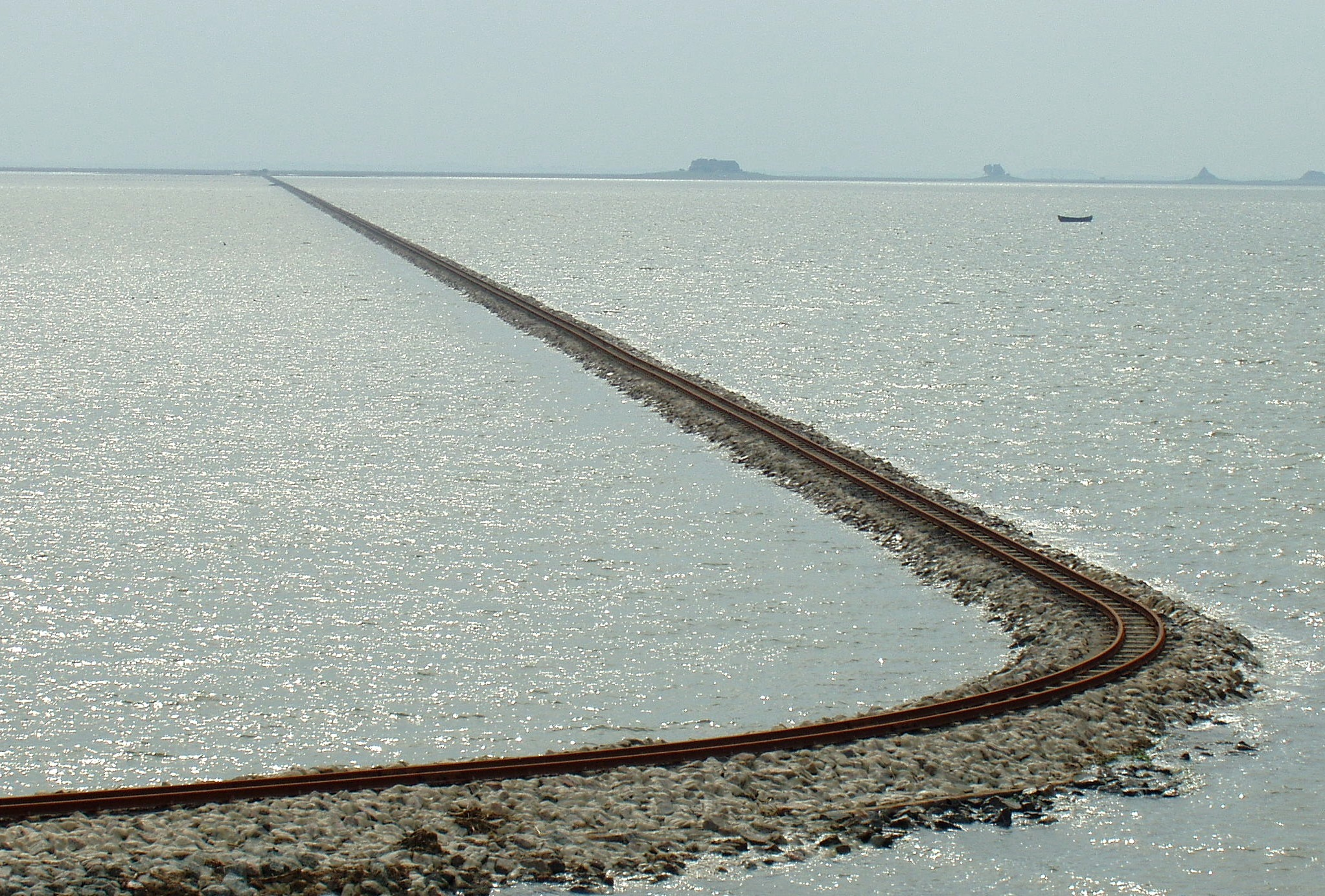
Damm für die Lorenbahn bei Hochwasser

## Sonstiges
Seit 2015 gibt es auf Nordstrandischmoor eine Inselbelegstelle für die Mellifera-Biene.